# Сянхуан
42°14′03″ пн. ш. 113°50′25″ сх. д. / 42.23412° пн. ш. 113.84017° сх. д.
Сянхуан (кит. 镶黄旗, пін. Xiānghuáng Qí; також Хобот-Шар, від монг. Хөвөөт шар; букв. облямований жовтий стяг) — один із повітів КНР у складі префектури Шилін-Гол, Внутрішня Монголія. Адміністративний центр — містечко Шинбулаг.

## Географія
Сянхуан лежить на сході Монгольського плато.

### Клімат
Хошун знаходиться у зоні, котра характеризується кліматом помірних степів. Найтепліший місяць — липень із середньою температурою 21,1 °C. Найхолодніший місяць — січень, із середньою температурою -15,5 °С.
| Клімат хошуну Сянхуан   | Клімат хошуну Сянхуан | Клімат хошуну Сянхуан | Клімат хошуну Сянхуан | Клімат хошуну Сянхуан | Клімат хошуну Сянхуан | Клімат хошуну Сянхуан | Клімат хошуну Сянхуан | Клімат хошуну Сянхуан | Клімат хошуну Сянхуан | Клімат хошуну Сянхуан | Клімат хошуну Сянхуан | Клімат хошуну Сянхуан | Клімат хошуну Сянхуан |
| Показник                | Січ.                  | Лют.                  | Бер.                  | Квіт.                 | Трав.                 | Черв.                 | Лип.                  | Серп.                 | Вер.                  | Жовт.                 | Лист.                 | Груд.                 | Рік                   |
| Середній максимум, °C   | −8,8                  | −4,2                  | 3,3                   | 12,9                  | 20                    | 24,9                  | 27,1                  | 25                    | 19,7                  | 11,7                  | 1,2                   | −6,5                  | 10,5                  |
| Середня температура, °C | −15,5                 | −11,5                 | −3,7                  | 5,8                   | 13,3                  | 18,6                  | 21,1                  | 19                    | 13,1                  | 4,7                   | −5,4                  | −12,6                 | 3,9                   |
| Середній мінімум, °C    | −20,6                 | −17,1                 | −9,7                  | −1                    | 6,1                   | 11,9                  | 15                    | 13,2                  | 6,9                   | −0,9                  | −10,7                 | −17,7                 | −2,1                  |
| Норма опадів, мм        | 2.7                   | 3.1                   | 5.4                   | 9.8                   | 24.1                  | 42.6                  | 67.8                  | 56.6                  | 34.8                  | 15.5                  | 5.2                   | 3                     | 270.6                 |
| Вологість повітря, %    | 68                    | 61                    | 48                    | 34                    | 37                    | 45                    | 56                    | 59                    | 52                    | 50                    | 57                    | 66                    | 52.8                  |
| ----------------------- | --------------------- | --------------------- | --------------------- | --------------------- | --------------------- | --------------------- | --------------------- | --------------------- | --------------------- | --------------------- | --------------------- | --------------------- | --------------------- |
| Джерело: data.cma.cn    |                       |                       |                       |                       |                       |                       |                       |                       |                       |                       |                       |                       |                       |